# 花敬群
花敬群，中華民國地政學者、政治人物，現任國家住宅及都市更新中心董事長，曾任內政部政務次長、內政部代理部長、海峽交流基金會董事、德明財經科技大學不動產投資與經營學位學程副教授、玄奘大學公共事務管理系系主任及副教授、玄奘大學財務金融系副教授、專業者都市改革組織常務理事。

## 從政

### 內政部時期
花敬群在內政部次長任內，推動《都市更新條例》部分條文修正草案、《都市危險及老舊建築物加速重建獎勵條例》、《國家住宅及都市更新中心設置條例》及《都市再生條例》等法案。
2020年12月14日，花敬群在立法院內政委員會提出「實價登錄2.0」報告，宣稱蔡英文政府打房是玩真的。
2021年3月25日，花敬群於立法院內政委員會答覆時代力量立法委員陳椒華質詢時承認，現階段沒有做「囤房稅」的條件，囤房稅配套措施也做不出來；一直倡議囤房稅的人，自己要去對外界負責。

## 榮譽

### 中華民國勳章獎章
- 三等景星勳章（2024年5月14日於總統府頒授）[5]

## 相關事件

### 發言辱罵環保人士
2016年8月9日內政部都市計畫委員會舉辦台南鐵路地下化審查會議，內政部次長兼會議主席花敬群在會議中要求前台南市環境保護聯盟會長陳椒華多讀書，並在會後記者會公然污衊台南環盟「打擊專業」。2016年8月12日，台南環盟召開記者會，理事長黃安調要求花敬群公開道歉並賠償名譽損失；陳椒華指控，交通部委託國立成功大學教授李振誥主持之南鐵地下化地下水評估報告涉嫌低估地下化後的地下水影響，她要求花敬群道歉，也要求追究評估報告涉嫌偽造文書。

### 臉書留言辱罵立法委員
2021年1月5日，時代力量立法委員邱顯智於個人Facebook發文，質疑蔡英文政府打房不力導致六都房價超過人民負擔，並以「花次長又開始調皮了」言論質疑內政部次長花敬群「不至於太嚴重」辯護之詞，卻遭花敬群留言罵「時代蟑螂實在有夠髒」，引發政務官辱罵立委之爭議。時代力量官方臉書發文，譴責花敬群的不當發言，並要求花敬群立即向時代力量與邱顯智道歉。2021年1月6日，台灣民眾黨新聞稿批評，花敬群為逞一時口舌之快而惹出「蟑螂」爭議，事後卻只想以「人心都是肉做的」、「人總是有情緒」為由搪塞過去，這樣的官員已不適任。
2022年11月29日，民主進步黨立法委員高嘉瑜表示，她在立法院質詢花敬群時，花敬群態度輕蔑、頻頻插嘴，民意代表與民眾都不會接受，例如：她質詢時提出「實坪制」問題，花敬群答詢時卻說「妳們家沒有機電，怎麼做電梯」、「沒機電，妳上樓用飛的嗎」。

### 房屋持有稅立場
花敬群擔任內政部次長前，曾以學者身分多次疾呼調高房屋持有稅（囤房稅）；上任次長後，則改口「囤房稅做不出來」。邱顯智及前時代力量黨主席黃國昌質疑，2018年花敬群就任內政部次長後所言「相信房地產不僅是火車頭產業，更會是經濟繁榮最重要的基礎」，與其身為學者時期之主張完全相反。在野黨及媒體譏諷，花敬群「花次長打臉花教授」；花敬群說，這是對他最大的汙衊，他的所有價值從頭到尾沒有改變過，但是推動政策一定要一步一腳印。
2020年5月20日，花敬群於個人臉書發文，稱不贊成現階段打房，認為最重要的工作是穩定市場、強化民間與政府專業服務能力；同時批評，囤房稅是錯誤的倡議，他在以前就多次提出證據，繼續倡議是理盲與無理取鬧。2020年5月21日，居住正義改革聯盟在臉書發文，引用2014年花敬群肯定囤房稅的言論，駁斥花敬群說詞。居住正義改革聯盟共同發起人Sway表示，囤房稅是正確的措施，花敬群過去研究也顯示正確，如今花敬群卻抨擊囤房稅倡議者是理盲與無理取鬧，「為何換位置就換腦袋」。
2022年2月21日，花敬群接受震傳媒影音節目《新聞不芹菜》專訪時對主持人黃光芹說，囤房稅是被政治塑造的話題，對於短期內調控房市確實有一定功能，但最直接的副作用是可能導致租金上漲；為了打房，卻讓房客承擔副作用，是政府最不樂見的。

### 土地徵收立場
2021年4月22日，環保團體代表14人與中華民國總統蔡英文在總統府會談，國立政治大學地政學系教授兼惜根台灣協會理事長徐世榮在會中稱蔡英文是台灣解嚴後土地徵收面積最多的中華民國總統，蔡英文回應「這一點有刺激到我」。中華民國總統府會後記者會，花敬群說，徐世榮所言「誇張不實」；但徐世榮駁斥，光是桃園航空城第一階段就徵收超過2,500公頃，花敬群「他現在在欺騙台灣社會，他自己都知道」。同日，徐世榮於個人臉書發文表示，土地徵收分為「一般徵收」與「區段徵收」，會中以桃園航空城為例承認有大面積的區段徵收；花敬群在會後記者會中，卻只敢談一般徵收，宣稱蔡英文上任總統以後土地徵收面積年年下降、2019年更降到史上最低。
4月23日，徐世榮於個人臉書發文指出，花敬群所謂的土地徵收案高同意率，現實上是土地被徵收人在政府的強迫之下，被迫放棄土地所有權；文末直批，「原來在民進黨政府的高官心中，徵收都變成是為了保障人民的財產權與居住權！……花敬群，我就是在說你！」花敬群無回應。

### 與房仲業者合作
2021年12月8日，花敬群出席永慶房屋捐助設立之國立政治大學不動產研究中心成立典禮，致詞中多次讚揚永慶房屋，並提及「若沒有永慶房屋在前面踏出這一步，『全國實價登錄的完全透明』這件事可能做不到。永慶房屋的努力，為國家踏出了重要的一步」。然此舉與一般民眾之觀感相差甚遠。且永慶房屋旗下加盟店協助預售屋買賣並賺取最高總價6%傭金墊高房價之情形，亦與花敬群表達之限制預售屋換約理念相違背，引發網友反彈，認為政府尤其是房地產主管機關實不應為房仲背書、甚至反過來認定房仲為打房幫手。

## 家庭
花敬群的姐姐花亦芬為學者，現於國立臺灣大學歷史學系任教。老婆是作家丘美珍，但丘美珍非常謙虛，對外發表文章都只自稱北一女校友，最有名的著作為2023年中華民國數位發展部部長唐鳳口述自傳書《我的99個私抽屜：唐鳳的AI時代生存心法》。